# Promachus contractus
Promachus contractus är en tvåvingeart som först beskrevs av Walker 1851.  Promachus contractus ingår i släktet Promachus och familjen rovflugor. Inga underarter finns listade i Catalogue of Life.